# Samangán
Provincie Samangán (persky ولایت سمنگان‎, paštunsky د سمنګان ولایت‎) je provincie v severozápadním Afghánistánu. Provincie pokrývá plochu 11 218 km2 a populace dosahuje 313 211 obyvatel. Hlavním městem je Ajbak. Hlavním etnikem žijícím v provincii Samangán jsou Uzbeci, následováni Tádžiky, Paštúny a Hazáry. Nejužívanějšími jazyky jsou uzbečtina a darí.

## Hospodářství
Vzhledem ke své relativní izolaci, je provincie nerozvinutá bez infrastruktury a má vysokou míru negramotnosti, avšak někteří studenti mají přístup ke vzdělání v sousedním Mazár-e Šaríf.